# Ceuthophilus gracilipes
Ceuthophilus gracilipes är en insektsart som först beskrevs av Samuel Stehman Haldeman 1850.  Ceuthophilus gracilipes ingår i släktet Ceuthophilus och familjen grottvårtbitare.

## Underarter
Arten delas in i följande underarter:
- C. g. apalachicolae
- C. g. gracilipes